# Amina Abubakar
Pour les articles homonymes, voir Abubakar.
Amina Abubakar est professeure agrégée de psychologie et de santé publique à l'université Pwani (en). Elle est chercheuse au Kenya Medical Research Institute. Ses recherches portent notamment sur le retard de développement chez les enfants qui souffrent du VIH, de la malnutrition et du paludisme. Elle est membre honoraire de l'Université d'Oxford.

## Enfance et formation
Abubakar a obtenu un bachelor en éducation à l'université Moi, puis a étudié la psychologie de l'éducation à l'université Kenyatta. Elle a obtenu son doctorat à l'université de Tilbourg en 2008. Ses recherches ont examiné les facteurs qui ont contribué au risque et à la résilience des nourrissons en Afrique subsaharienne. Elle était boursière postdoctorale à l'université d'Utrecht et au Kenya Medical Research Institute,,.

## Recherches et carrière
En 2014, Abubakar a rejoint l'université de Lancaster en tant que boursière Marie Curie. Abubakar est membre honoraire de l'équipe kenyane du Ethox Center de l'université d'Oxford,. Elle est titulaire d'un prix du Conseil de la recherche médicale du Département du Développement international. Elle a développé des stratégies pour identifier, suivre et réhabiliter les enfants à risque. Elle a mené une étude sur la façon dont les facteurs contextuels influencent le bien-être de plus de 7 000 adolescents dans 24 pays,. Elle a identifié des interventions réussies pour soutenir le développement psychologique des enfants séropositifs en Afrique de l'Est. Elle a constaté qu'il n'y avait pas de corrélation entre les symptômes dépressifs des mères et les résultats de santé des enfants africains.
Abubakar a été nommé professeure agrégée à l'université Pwani (en) en 2016. Elle est à la tête du groupe de recherche en neurosciences de Kilifi. Elle a été la lauréate 2016 du prix Pfizer de la Royal Society. En 2017, elle a publié le Handbook of Applied Developmental Science in Sub-Saharan Africa. Cette année-là, elle a été nommée membre de l'Académie africaine des sciences.